# 阿蘇神社 (羽村市)
阿蘇神社（あそじんじゃ）は、東京都羽村市にある神社である。武蔵阿蘇神社（むさしあそじんじゃ）とも。

## 祭神
- 健磐龍命、阿蘇都彦命、速瓶玉命、国竜神、比味御子神、彦御子神、和歌比味神、新彦神、神比味神、若彦神、弥比味神、金凝神（阿蘇十二神）

## 歴史

### 由緒
創建は601年（推古天皇9年）とされ、933年に平将門が社殿を造営。940年（天慶3年）藤原秀郷が平将門の霊を鎮めるためとして修復した。
その後、平将門の子孫と称する三田氏が1536年（天文5年）に社殿を修復する。また、1598年（慶長3年）には徳川家康が参詣したとされている。

### 自転車との関係
自転車お守りの頒布で有名。
南門の鳥居前は、多摩川サイクリングコースの上流側起点(終点)となっている。

## 境内

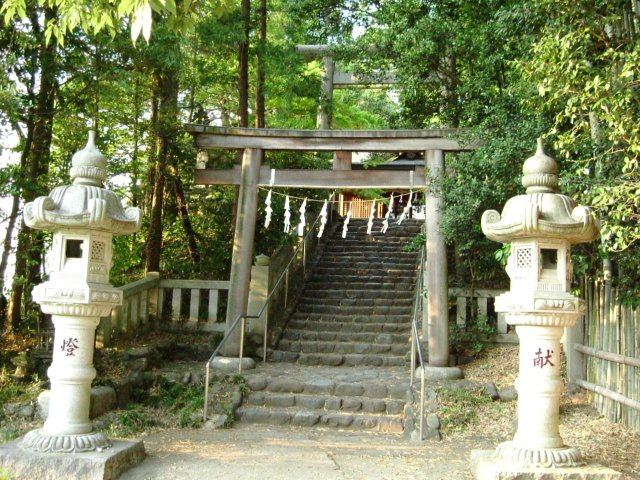
鳥居
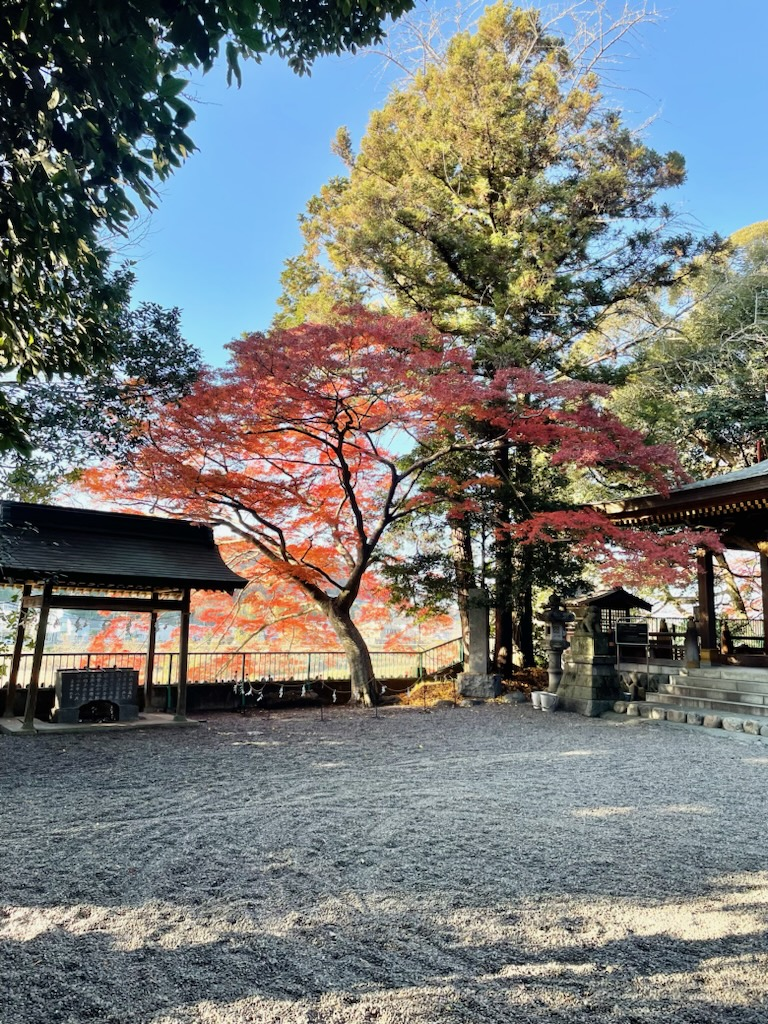
手水舎(1)
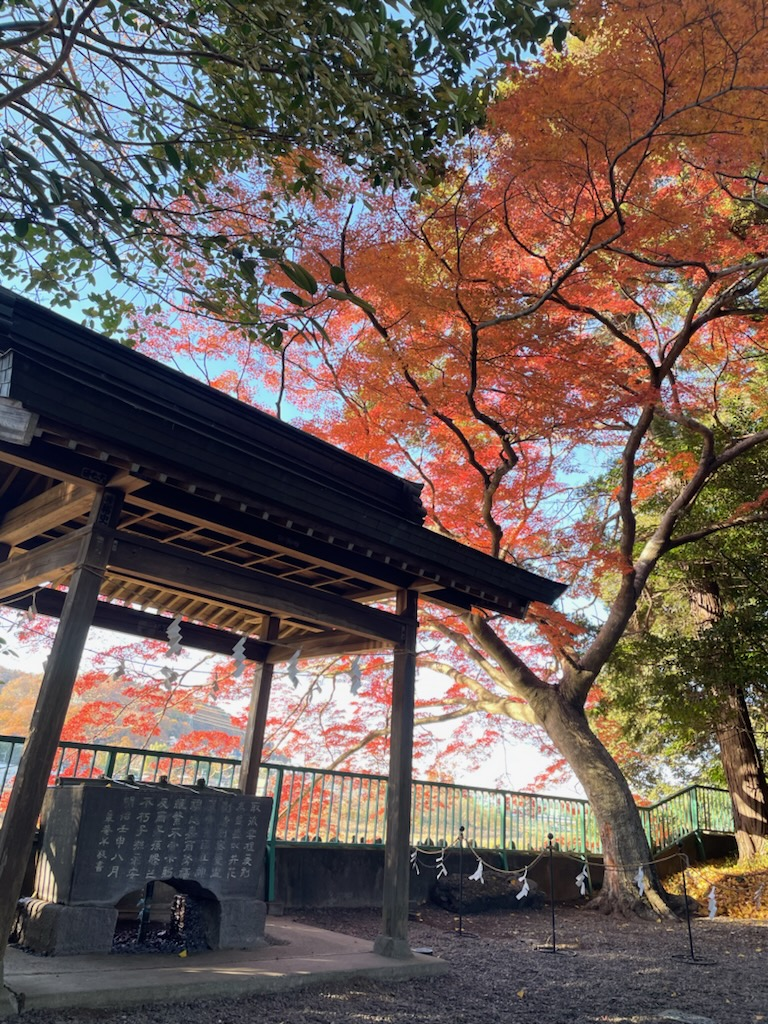
手水舎(2)
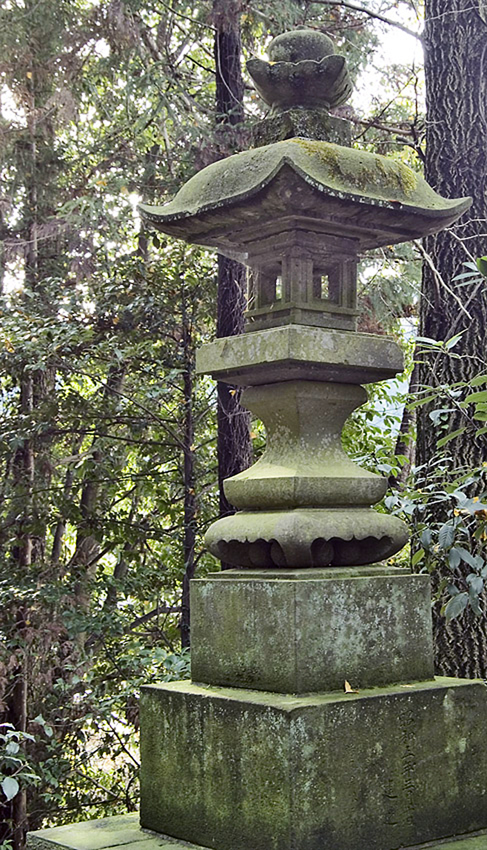
石灯籠

## 文化財
- 阿蘇神社の木彫狛犬（羽村市指定文化財）[1]
- 阿蘇神社出土の中世瓦（羽村市指定文化財）[1]
- 阿蘇神社の神輿（羽村市有形民俗文化財）[1]

## 交通機関
- JR東日本青梅線羽村駅または小作駅より徒歩20分。

## 吉祥寺跡
阿蘇神社の隣には小田原北条氏の祈願寺の吉祥寺があったが江戸時代に廃寺となった。「吉祥寺跡」として羽村市指定史跡に指定されている。